# Everything Has Changed
"Everything Has Changed" é uma canção da cantora e compositora estadunidense Taylor Swift, com participação do cantor e compositor inglês Ed Sheeran, gravada para o quarto álbum de estúdio de Swift, Red (2012). Foi lançada como sexto single do álbum em 14 de julho de 2013 pela Big Machine Records. Um videoclipe para a canção foi lançado pouco tempo antes, em 6 de junho de 2013. Produzida por Butch Walker, "Everything Has Changed" é uma balada folk-pop. A letra fala sobre querer conhecer melhor um novo amor. A canção recebeu avaliações mistas por parte dos críticos musicais, que ora elogiaram, ora criticaram a produção. 
"Everything Has Changed" alcançou a 32ª posição da Billboard Hot 100 e recebeu o certificado de platina dupla da Recording Industry Association of America (RIAA). Alcançou o top dez das tabelas da Irlanda e no Reino Unido, tendo recebido o certificado de platina nesta última. Swift incluiu a canção no repertório da The Red Tour (2013–2014). Uma versão regravada, "Everything Has Changed (Taylor's Version)", foi lançada como parte do álbum regravado Red (Taylor's Version) em 12 de novembro de 2021.

## Antecedentes
Em 16 de maio de 2012, o cantor britânico Ed Sheeran afirmou estar escrevendo músicas em parceria com Taylor Swift. Ele escreveu em seu Twitter: "Compondo canções com uma artista muito interessante hoje"; "In and Out Burger [uma lanchonete estadunidense], destruindo guitarras e escrevendo músicas com Taylor Swift". Neste mesmo dia, Swift escreveu na mesma rede social: "Comendo hambúrgueres, rabiscando guitarras, compondo canções com Ed Sheeran". Quase três meses depois, a cantora anunciou em um chat ao vivo, promovido pelo YouTube, o título de seu novo disco, Red, e disse que seu trabalho contaria com uma de suas parcerias escritas com Sheeran. Em 8 de outubro, a tracklist do Red foi divulgada, juntamente com o nome da parceria da artista com o cantor britânico: "Everything Has Changed".
Segundo Swift, "Everything Has Changed" foi escrita por ela e Sheeran em um trampolim instalado no quintal de sua casa. "Nós, de verdade, ficamos sentados no trampolim do meu quintal, porque estávamos escrevendo uma música e eu estava tipo 'Ei, eu só tenho um trampolim. Você quer vê-lo?' Por algum motivo, ele levou o violão. Nós acabamos escrevendo uma música inteira lá fora. Em algumas partes da canção, [nós estávamos pulando], porque é um trampolim e é divertido, e o nível de maturidade de nós dois era de 8 anos de idade". Durante uma entrevista para a MTV News, Ed Sheeran comentou o processo de composição de "Everything Has Changed" e uma outra música, também com Swift, que não teve o seu nome divulgado:
| “ | Taylor escreve músicas em situações diferentes. Eu lembro que nós saímos. Onde nós fomos? Eu acho que estávamos no carro indo para o estúdio e ela pegou o celular e resmungou algo, depois o colocou de volta. E eu fiquei tipo 'O que foi isso?' e ela ficou tipo 'Ah, eu estava só cantando umas ideias'. Ela faz isso o tempo todo. É um bom jeito de fazê-lo. Ela é uma das poucas pessoas que sobraram na indústria musical que realmente se importa com as canções que ela canta, ela realmente quer escrevê-las. O que eu acredito ser uma coisa muito positiva. | ” |

## Recepção da crítica
A canção recebeu críticas altamente positivas dos críticos de música após o lançamento. A Billboard deu a canção uma crítica muito positiva, dizendo: "I just wanna know you better / know you better now," Swift e Sheeran fazendo serenata uns aos outros sobre este dueto doce sobre a súbito impacto do novo romance. Tematicamente, esta é uma canção familiar as outras canções e clichê de Swift, mas tem nas harmonias de Sheeran emprestando para canção alguma profundidade tão necessária".  About.com fez uma avaliação positiva dando três estrelas de cinco, dizendo: "Imagens de Taylor em meias no tornozelo em seu quarto tocando uma trilha de quatro. Mais zero de guitarra que nunca foi re-gravada. Os tambores entram em "All I know is you held the door / You'll be mine and I'll be yours." Acontece que é uma canção de amor. "Eu só quero te conhecer melhor conhecê-lo melhor conhecê-lo melhor que eu quero saber ..."  Allmusic deu a canção 4 de 5 estrelas.  AbsolutePunk elogiou a canção, chamando-lhe de "canção de amor lindo que usa simplicidade como sua arma principal - é apenas a dois deles, um violão vago, e as baterias quase distantes - a fim de mostrar que ela não precisa de nenhum efeito extra para ainda escrever uma balada agitada. Em vez disso, seu senso de harmonia faz a pista muito boa.",

## Vídeo musical
Em uma entrevista com Kidd Kraddick, Ed Sheeran confirmou que havia um vídeo em andamento para a música, mas nem Swift ou Sheeran iria aparecer no vídeo, afirmando que, "Videoclipes deve girar em torno da música e não do artista."  O vídeo vazou mais cedo, antes do próprio dia da estreia. O enredo do vídeo gira em torno de duas crianças que estão juntos. As crianças se assemelham tanto Swift e Sheeran. Na escola, eles fazem as coisas juntos, como esgueirando para fora da classe e fazer o que eles querem. Suas atividades em conjunto são muito diferentes do que as crianças normais fazem. No final do vídeo, quando estão fora da escola, as duas crianças são buscadas por seus irmãos, que passa a ser Taylor Swift (interpretando a irmã da menina) e Ed Sheeran (interpretando o irmão do menino), os dois trocam olhares, o que indica que a mesma coisa ocorreu quando os dois eram crianças.

## Apresentações ao vivo
Swift e Sheeran cantaram a música juntos no Jingle Ball Z100 em 7 de dezembro de 2012, que foi realizado no Madison Square Garden. A música será novamente realizada no terceira turnê de Swift, A Red Tour, dos quais Sheeran é a atração de abertura. A Red Tour será executado de março a setembro de 2013, nos Estados Unidos e nos Canadá, com datas internacionais adicionais que deverão ser adicionados. Swift e Sheeran iram executar a música na final do Got Talent Grã-Bretanha no dia 08 de junho de 2013.

## Desempenho nas tabelas musicais
Após o lançamento de Red, todas as músicas do álbum entraram em paradas em diferentes países, devido à sua forte venda de downloads digitais. "Everything Has Changed" estreou no número 67 e 60 na Billboard Hot 100 and Australian charts, respectivamente. Ela também chegou ao número 28 na parada Canadian Hot 100, e 5 na Irish Singles Charts e 7 no UK Singles Chart.